# Abadía de Heiligenkreuz

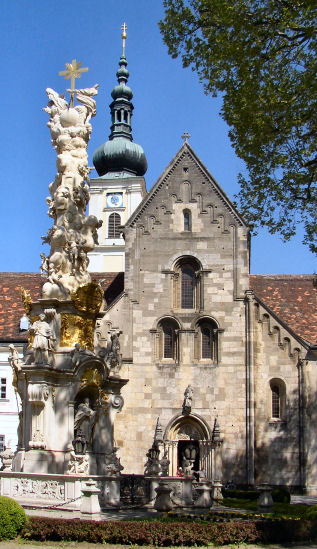
Iglesia de la abadía de Heiligenkreuz

La abadía de Heiligenkreuz (Stift Heiligenkreuz, Closter Heiligen Creyz o Santa Crux) es un monasterio cisterciense ubicado en la zona sur del Bosque de Viena, a unos 13 km al noroeste de Baden en Baja Austria. Ha existido sin interrupción desde su fundación en 1133, por lo que es el segundo monasterio cisterciense más antiguo del mundo que ha estado ocupado continuamente. (El más antiguo es Stift Rein.)
El papa Benedicto XVI visitó la abadía durante su viaje a Austria en septiembre de 2007.
La abadía es además conocida por las grabaciones de canto gregoriano realizadas a partir de 2008: «Canto: Música para el Paraíso.»

## Historia

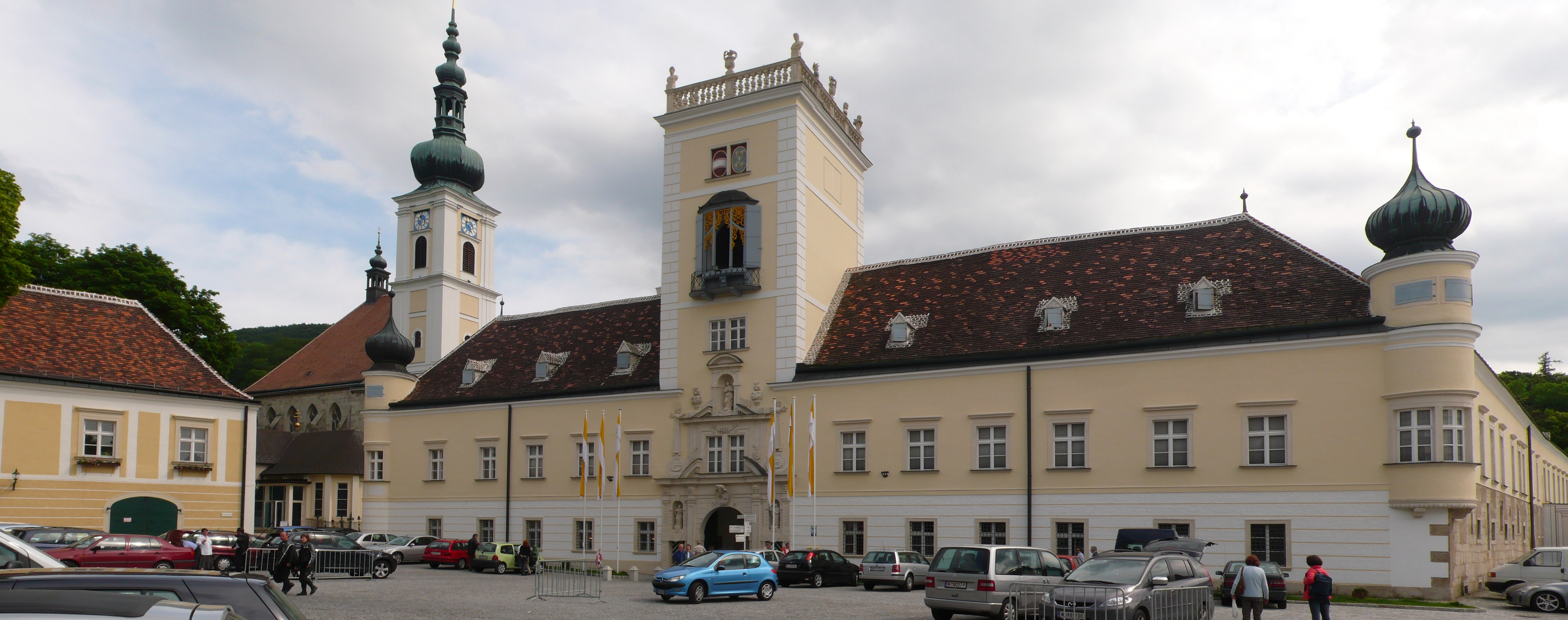
Puerta principal de la abadía

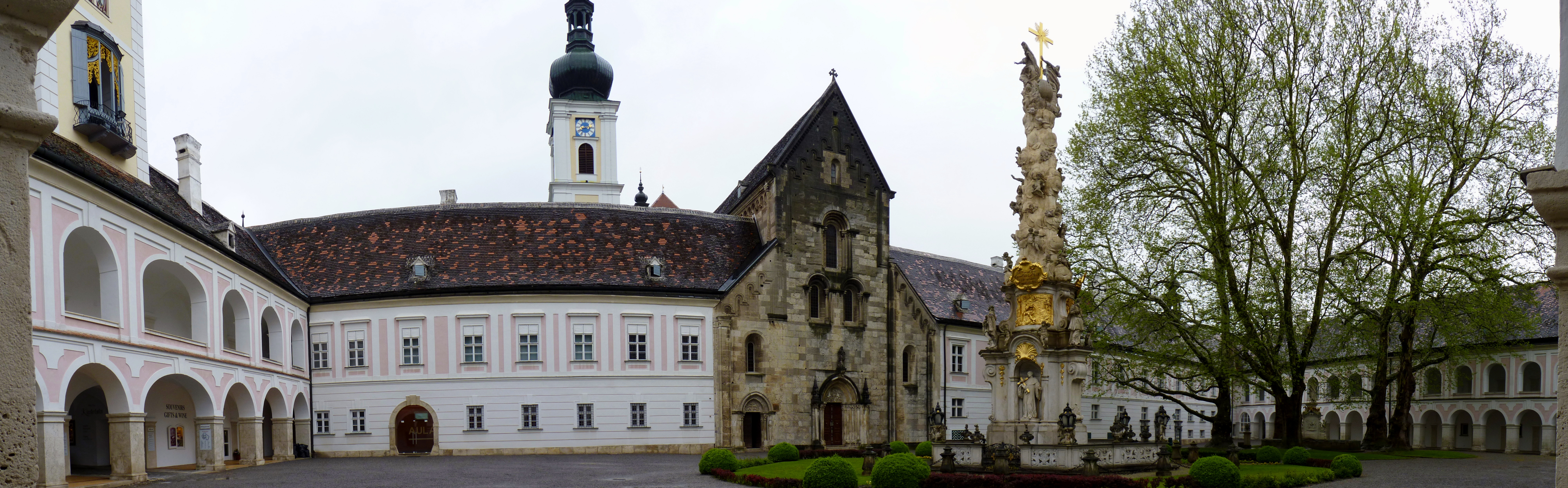
Patio interior

Escudo de armas de la abadía

El monasterio fue fundado en 1135 por el Margrave San Leopoldo III de Austria a petición de su hijo Otón de Freising, abad del monasterio cisterciense de Morimond en Borgoña, luego obispo de Frisinga. Sus primeros doce monjes vinieron junto a su abad, Gottschalk, desde Morimond. La fecha de consagración fue el 11 de septiembre de 1133. Comenzaron limpiando el bosque y arando la tierra. Introdujeron la fe cristiana en la región, y llamaron a la abadía Heiligenkreuz (Santa Cruz) como símbolo de su devoción a la Redención por la cruz.
El 31 de mayo de 1188, Leopoldo V donó a la abadía una reliquia de la Vera Cruz, que aún se conserva y desde 1983 se exhibe en la capilla de la Santa Cruz. La reliquia le había sido entregada a Leopoldo en 1182 por Balduino, rey de Jerusalén.
Heiligenkreuz fue bien dotada por la familia del fundador, la dinastía Babenberg, y tuvo mucha actividad en la fundación de otras abadías.
Las siguientes abadías recibieron sus primeros monjes de Heiligenkreuz:
- Abadía de Zwettl en Baja Austria, 1138 (todavía existe);
- Czikador en Hungría, 1142 (disuelta en 1526);
- Baumgartenberg en Alta Austria, 1142 (disuelta en 1784);
- Marienberg en lo que es actualmente Burgenland, 1194 (disuelta en 1526);
- Abadía de Lilienfeld en Baja Austria, 1206 (todavía existe);
- Sancta Corona, conocida en checo como Zlatá Koruna, en Bohemia, 1263 (disuelta en 1785);
- Neuberg en Styria, 1327 (disuelta en 1785).
- Más recientemente, en 1988, Heiligenkreuz fundó el Priorato de Stiepel en Bochum-Stiepel, en la Región del Ruhr .
- Además en la década de 1990 el monasterio dio importante apoyo a la refundación del Monasterio de Vyšší Brod en la República Checa.
- En el 2018 Heiligenkreuz fundó el monasterio Neuzelle en Brandemburgo en el este de Alemania.

Durante los siglos XV y XVI la abadía fue asolada a menudo por epidemias, inundaciones e incendios, y sufrió severamente durante las guerras turcas de 1529 y 1683. Finalmente los turcos incendiaron buena parte del recinto de la abadía, que fue reconstruido en mayor tamaño en estilo barroco bajo el abad Klemens Schäfer.
Los abades de Heiligenkreuz fueron notables por su sapiencia y piedad. En 1734 la abadía de San Gotardo en Hungría fue cedida a Heiligenkreuz por Carlos VI. A fines del siglo XIX se fusionó con la abadía de Zirc y con el monasterio de Neukloster en Wiener-Neustadt en 1881.
Heiligenkreuz se salvó de la disolución durante el reinado de José II de Habsburgo.
La abadía fue también un importante centro musical de Austria por más de 800 años. Muchos manuscritos se han encontrado en este monasterio, en especial los de Alberich Mazak (1609-1661).

## Abadía e iglesia

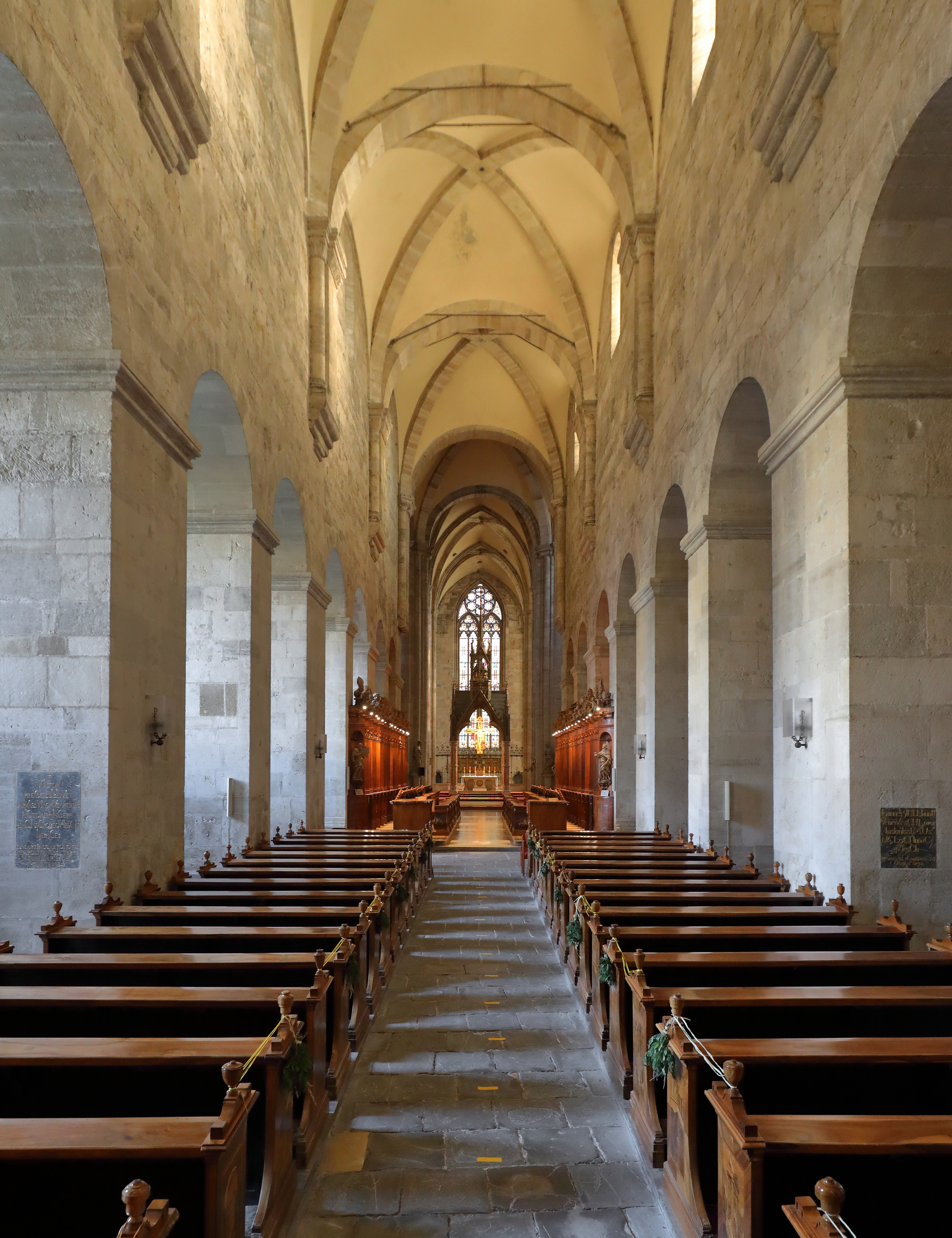
Nave de la iglesia

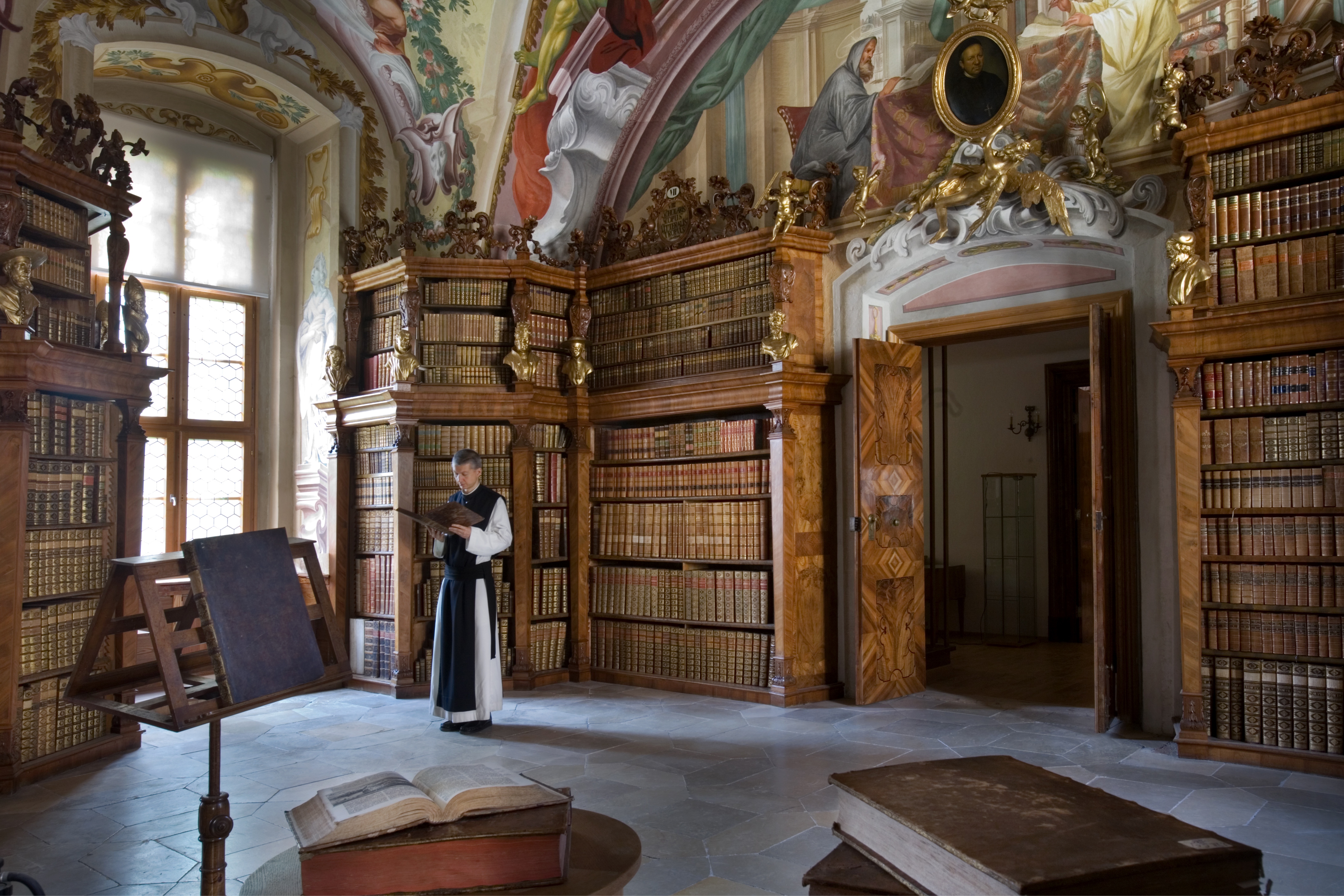
Biblioteca.

La entrada a la abadía se realiza a través de un gran patio interior en cuyo centro se encuentra una columna barroca de la Santísima Trinidad diseñada por Giovanni Giuliani terminada en 1739.
La fachada, como en la mayoría de las iglesias cistercienses muestra tres simples ventanas como símbolo de la Trinidad. También característica del Císter, no tenía originalmente campanario, pero se agregó uno durante el barroco en el ala norte.
La iglesia de la abadía combina dos estilos arquitectónicos: la fachada, naves y transepto (consagrado en 1187) corresponden a la arquitectura románica, mientras que el coro, del siglo XIII es gótico.La austera nave es un raro y famoso ejemplo de arquitectura románica en Austria. Las pinturas del siglo XIII en el coro son algunas de las más bellas que se conservan del arte medieval.
La sala capitular en el claustro contiene las tumbas de trece miembros de la casa de Babenberg, incluyendo a Federico II de Austria, el último Babenberg. Los restos del santo Otón de Freising se conservan bajo el altar del Santísimo Sacramento, al este del presbiterio.
La baronesa María Vetsera, víctima del irresuelto crimen de Mayerling junto a su amante el archiduque Rodolfo de Habsburgo, en 1889, está sepultada en el cementerio de la villa, cerca de Heiligenkreuz.

## Historia reciente

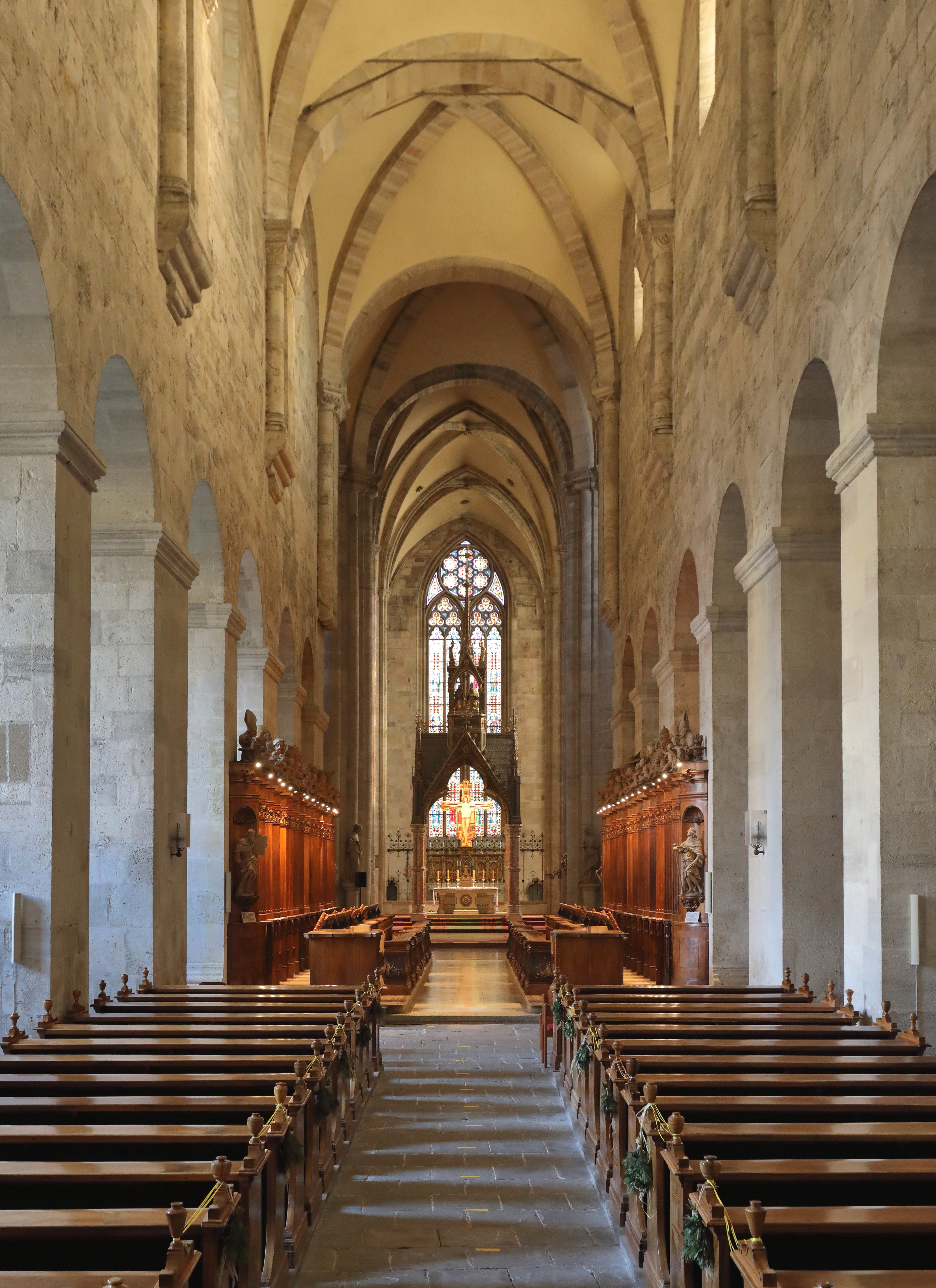
Vista interior de la abadía Heiligenkreuz

En 1802 se creó el instituto para estudios teológicos y filosóficos, que se convirtió en Universidad en 1976. Es una de las principales facultades para la formación de presbíteros en el mundo germánico. En enero de 2007 el Papa Bednedicto XVI ascendió la universidad al rango de Ateneo pontificio, lo que significa que la institución puede otorgar títulos de acuerdo con los privilegios de la Universidad de Roma, en lugar de en nombre de las universidades austriacas.
Más de 100 monjes pertenecen a la comunidad monástica, focalizados principalmente en la liturgia y el canto gregoriano en latín. Algunos de los monjes tienen también deberes pastorales en las 17 parroquias sobre las que la abadía tiene jurisdicción, o trabajan como profesores en la Universidad. Otros atienden la conservación de la histórica abadía.
Heiligenkreuz alberga además al Priesterseminar Leopoldinum (antes colegio Rodolfino), un seminario masculino que prepara para la vida sacerdotal.
La abadía ha sido una de las primeras en desarrollar el apostolado por Internet, manteniendo una página web, varios grupos en Facebook y varios blogs, incluyendo el «canal monástico».

## Canto gregoriano
- En noviembre de 2002 Florian Henckel von Donnersmarck, sobrino del abad en funciones Gregor Henckel-Donnersmarck, escribió el guion para su película Las vidas de otros en una celda de la abadía. Luego que la película ganara el Oscar 2007 en la categoría mejor película extranjera, volvió a la abadía para una celebración con la estatuilla.[4]
- En abril de 2008, algunos de los monjes grabaron canto gregoriano en un CD, que fue lanzado el 19 de mayo por Universal Classics bajo el título Chant: Music For Paradise. Un simple del álbum, «Himno Veni Creator Spiritus» se lanzó el 12 de mayo. Los monjes firmasron un contrato con Universal Music luego que respondieron a la búsqueda de cantantes de temas sacros mediante un video en Youtube. El álbum rápidamente ganó un disco de oro en el Reino Unido y Alemania, platino en Bélgica y Polonia, y triple platino en Austria.[5][6] En febrero de 2009 los monjes fueron nominados para el premio ECHO en Alemania,[7] y la grabación nominada «Álbum del año» por el Classical Brits 2009.[8]
- En diciembre de 2010 HBO estrenó el documental Top Ten Monks,[9] que presenta a los monjes y cuenta la historia del álbum y sus vidas en el monasterio.[10]
- En 2018 ingresa el primer postulante español en la larga historia del monasterio.[11]